# Jesko von Puttkamer

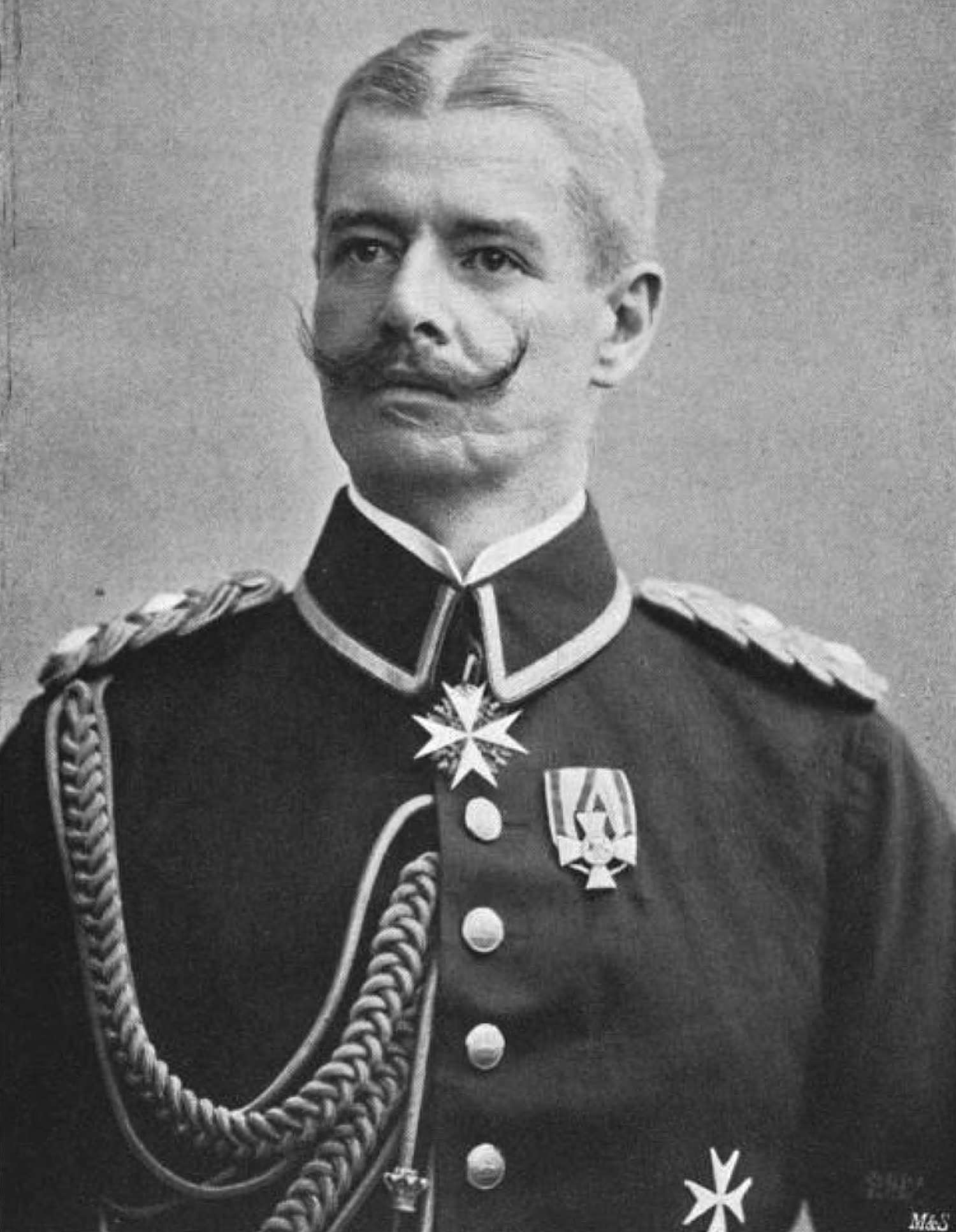
Jesko von Puttkamer

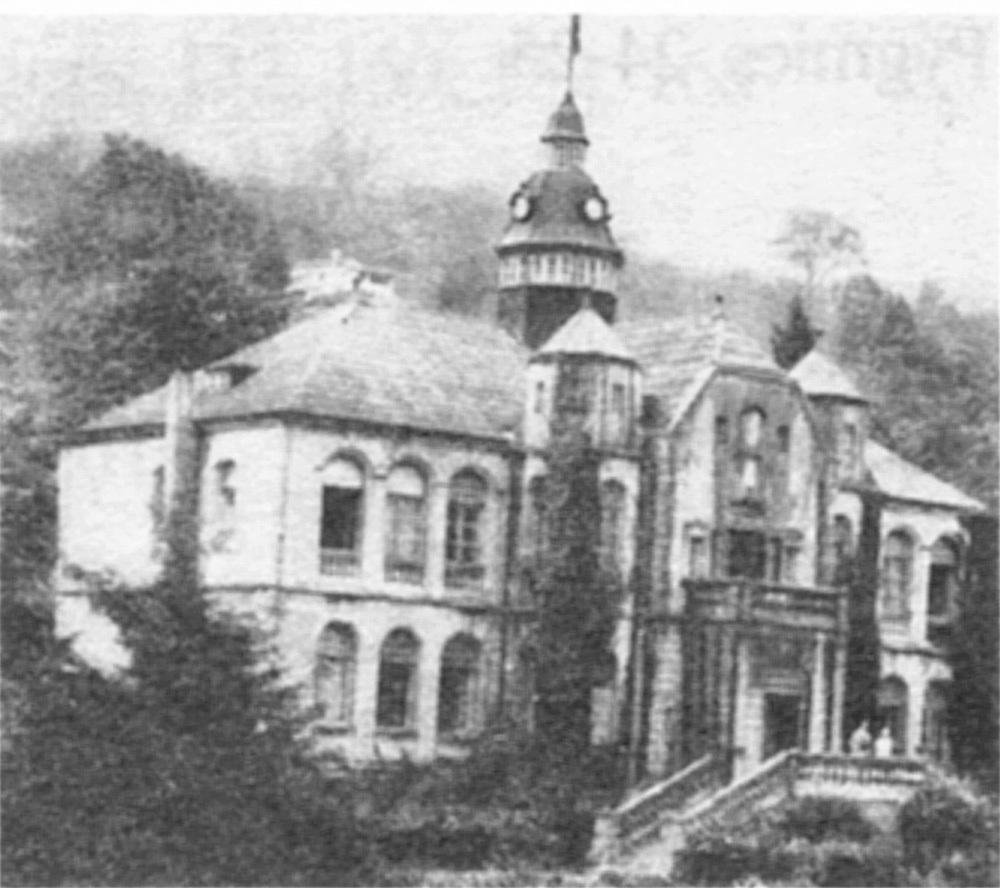
Das „Puttkamer-Schlößchen“ in Buea

Jesko Albert Eugen von Puttkamer (* 2. Juli 1855 in Berlin; † 23. Januar 1917 in Charlottenburg) war ein deutscher Kolonialbeamter, Gouverneur von Kamerun und Kaiserlicher Kommissar von Togo.

## Leben
Jesko von Puttkamer entstammte dem pommerschen Adelsgeschlecht Puttkamer. Nach dem Besuch des Wilhelms-Gymnasiums in Berlin und der Friedrichsschule Gumbinnen in Ostpreußen studierte er Rechtswissenschaften in Straßburg, Leipzig, Freiburg i. Br., Breslau und Königsberg. Nach Ablegung des Referendarexamens schlug er 1881 die konsularische Laufbahn ein und wurde 1883 dem Kaiserlichen Konsulat in Chicago zugeteilt. 1884 wechselte Puttkamer zur weiteren Ausbildung ins Auswärtige Amt und wurde im Mai 1885 zum Kanzler von Kamerun und Stellvertreter des Gouverneurs Julius Freiherr von Soden ernannt. Im Juli 1887 wurde er interimistischer Kommissar für die deutsche Kolonie Togo (heute Togo bzw. Teilgebiet von Ghana), im August 1888 Konsul in Lagos und 1889 wieder Kaiserlicher Kommissar für Togo, ab 1893 mit dem Titel eines Landeshauptmanns. Als Nachfolger für Eugen von Zimmerer übernahm er zum 1. Januar 1895 zunächst vertretungsweise die Geschäfte der Zentralverwaltung und wurde am 13. August 1895 zum Gouverneur von Kamerun ernannt.
Puttkamers Amtszeit stand im Zeichen der expandierenden Pflanzungswirtschaft rund um den Kamerunberg, die er massiv förderte. Ebenso unterstützte er die im Reich kritisierte Vergabe von Konzessionen an die Gesellschaft Süd-Kamerun (GSK) und die Gesellschaft Nordwest-Kamerun (GNK) in den Jahren 1898/1899. Auf Puttkamers Initiative ging die Verlegung des Regierungssitzes von Douala nach dem gesünder gelegenen Buea am Kamerunberg (1901) zurück. Der von ihm dort errichtete Gouverneurspalast (sogenanntes „Puttkamerschlößchen“) brachte ihm wegen seiner verschwenderischen Ausstattung heftige Kritik ein.
In den Jahren 1898 bis 1903 wurde durch die Kaiserliche Schutztruppe die Okkupation des gesamten Schutzgebietes bis zum Tschadsee vollzogen, mit dem Krieg gegen den Emir von Adamawa und der Besetzung der Tschadseeländer durch den Kommandeur der Schutztruppe, Oberstleutnant Pavel, allerdings gegen Puttkamers ausdrückliche Befehle. War er in den ersten Jahren seiner Amtszeit durchaus noch ein Vertreter einer rigiden Eroberungspolitik, wie die Expeditionen gegen die Abo, Kpe und Bakoko (1894–1896) belegen, wandte er sich unter dem Eindruck zunehmender Probleme mit der Militärverwaltung im Hinterland und seines eigenen, offen ausgetragenen Konflikts mit dem Offizierskorps der Schutztruppe von der Idee der gewaltsamen Expansion ab und bemühte sich um eine nichtmilitärische Integration der indigenen Gesellschaften in den deutschen Hoheitsbereich.
Wegen seiner umstrittenen Konzessionspolitik, vor allem aber wegen seines rigiden, autokratischen Herrschaftsstiles („Puttkamerei“), der u. a. 1906 zu einer Petition des Akwa-Klanes an den „allerdurchlauchtigsten allergnädigsten deutschen Reichstag Berlin“ führte, die auf die Missstände in Kamerun hinwies, geriet Puttkamer unter erheblichen öffentlichen Druck. Unter anderem wurden der Kolonialverwaltung unter seiner Ägide willkürliche Enteignungen, Zwangsumsiedlungen und ein erhebliches Maß an Brutalität vorgeworfen. Die Verhängung drakonischer Gefängnisstrafen gegen die Unterzeichner der Petition führte schließlich zu einem politischen Skandal. Zentrum und Sozialdemokraten prangerten die Misswirtschaft Puttkamers an, woraufhin er zur Berichterstattung nach Berlin zurückbeordert wurde, was seiner Absetzung gleichkam. Die Absetzung Puttkamers basierte bezeichnenderweise nicht auf den obengenannten Vorwürfen, sondern auf einigen kleineren Affären, die er sich hatte zuschulden kommen lassen, wie etwa einer Passfälschung zugunsten einer Lebedame, mit der er näher bekannt war.
Am 25. April 1907 begann vor der kaiserlichen Disziplinarkammer in Potsdam ein Prozess gegen Puttkamer wegen Passfälschung und Begünstigung. Er hatte seiner Geliebten, die er nach Kamerun mitgenommen hatte, einen falschen Reisepass unter dem Namen einer Freiin v. Eckardtstein ausgestellt; zum Zeitpunkt des Prozesses war die Frau mit einem Herrn von Germar verheiratet. In die Begünstigung in Form von Ehrenanteilscheinen soll u. a. die westafrikanische Pflanzungsgesellschaft „Viktoria“ verwickelt gewesen sein. Verteidiger Puttkamers in der von zahlreichen Zuschauern verfolgten Verhandlung war Justizrat Erich Sello. Das Verfahren endete mit einem Verweis sowie einer Verurteilung zu einer Geldstrafe von 1.000 ℳ (entspricht heute etwa 7.400 EUR). Kritiker Puttkamers, die im Reichstag das geflügelte Wort „Königreich Puttkamerun“ hatte aufkommen lassen, feierten das Urteil als Ende seiner kolonialen Laufbahn. In zweiter und letzter Instanz entschied der Disziplinarhof am 13. Januar 1908 „in Erwägung der wertvollen Dienste, die der Angeklagte dem Reiche in Afrika geleistet hat“, dass seine „Vergehen einer milden Betrachtung würdig“ seien, und hob die Geldstrafe auf. Frau von Germar kündigte im Juni 1907 an, die Presse und Jesko Puttkamer wegen Beleidigung gerichtlich zu belangen.
Puttkamer, der am 9. Mai 1907 in den einstweiligen Ruhestand versetzt und einem Disziplinarverfahren unterzogen worden war, wurde 1908 pensioniert.
Im Jahr 1914, im Alter von 59 Jahren, heiratete Jesko von Puttkamer die mehr als 30 Jahre jüngere Elisabeth Passow. Aus der Ehe ging ein Sohn hervor, der jedoch nach wenigen Monaten, im Juni 1915, verstarb. Puttkamer nahm sich 1917 das Leben. Es wird angenommen, dass der Verlust seines einzigen Sohnes der Grund war.

## Schriften
- Gouverneursjahre in Kamerun. Berlin, Georg Stilke, 1912.

## Nachlass
Puttkamers Nachlass befindet sich im Bundesarchiv Berlin (N 2231).